# 源唱
源 唱（みなもと の となう）は、平安時代前期の貴族。嵯峨源氏、大納言・源定の子。官位は正四位下・右大弁。

## 経歴
貞観19年（877年）陽成天皇即位に伴う叙位にて従五位下に叙爵。侍従を経て、光孝朝の仁和2年（886年）中務少輔に任ぜられる。
宇多朝では左衛門権佐・左少弁を歴任し、醍醐朝に入った寛平9年（897年）の大嘗祭では右中弁として、悠紀方の行事を務めている。その後、時期は不明ながら正四位下・右大弁に至る。

## 官歴
注記のないものは『日本三代実録』による。
- 時期不詳：正六位上
- 貞観19年（877年） 正月3日：従五位下
- 時期不詳：侍従
- 仁和2年（886年） 2月21日：中務少輔
- 寛平6年（894年） 8月11日：見左衛門権佐[1]
- 時期不詳：従五位上[要出典]
- 寛平8年（896年） 正月26日：右少弁[2]
- 寛平9年（897年） 11月：見右中弁[3]
- 時期不詳：正四位下。右大弁[4]

## 系譜
『尊卑分脈』による。
- 父：源定
- 母：不詳
- 妻：橘善基の娘
  - 次男：源俊
- 生母不明の子女
  - 男子：源洪
  - 男子：源泉
  - 女子：源周子（?-935） - 醍醐天皇更衣、源高明母。